# Скальола

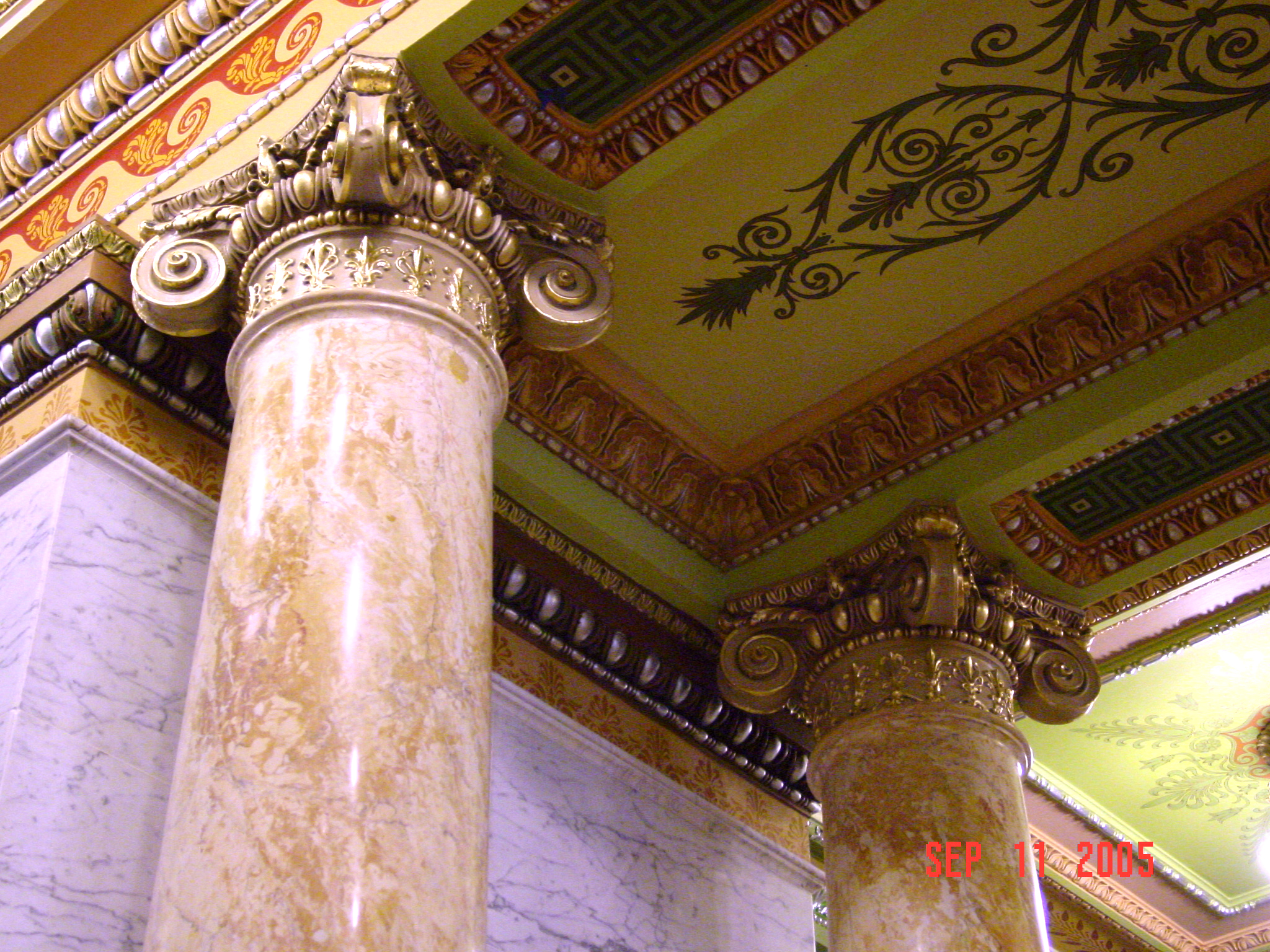
Колони, оздоблені в техніці скальола, в Форт-Вейні, США

Скальо́ла — технологія імітації полірованого природного каменю, що застосовується в облицюванні та інкрустації, і назва штукатурки, що при цьому використовується. Переважно така штукатурка імітує мармур і коштовне каміння. Скальола з'явилася в XVII столітті та широко застосовувалася в класичній формі до XX століття, коли була витіснена досконалішими технологіями.

## Склад і властивості
Штукатурка скальоли складається з камінної крихти, в'яжучої основи та барвників. Традиційно для неї береться основа з прожареного гіпсу, куди додається тваринний клей. Спершу клей кладеться у воду та розмішується впродовж кількох годин, при цьому нагріваючись на вогні. Потім клей додається в суміш камінної крихти, гіпсу і барвників. Ця суміш може бути як однорідною, так і багатошаровою для отримання складного візерунка. Головними барвниками є білий (алебастр, титанові барвники за сучасності) і чорний (кальцинована слонова кістка, вугілля зі спалених рослин чи інших органічних матеріалів). Сульфід ртуті надає червоної барви, оксид заліза — жовтої вохристої, алюмінат кобальту — синьої, карбонат міді — зеленої. Шляхом внесення до суміші шовкових ниток досягається імітація прожилок мармуру. Багатошарова штукатурка здатна імітувати яшму. Наноситься поверх цегли, дерева чи іншої штукатурки, після чого лишається висихати і шліфується. По скальолі легко виконувати різьблення, що потім заповнюється штукатуркою інших кольорів, вона може також розмальовуватись.
Головним недоліком традиційної скальоли є вразливість до вологи. Також штукатурка з часом стирається, дряпається, тріскається та змінює форму. Під дією світла може змінювати колір. Тому в суміш додавалися різноманітні клеї, цементи. Покривали вироби воском та іншими мастиками, або лаками.

## Історія

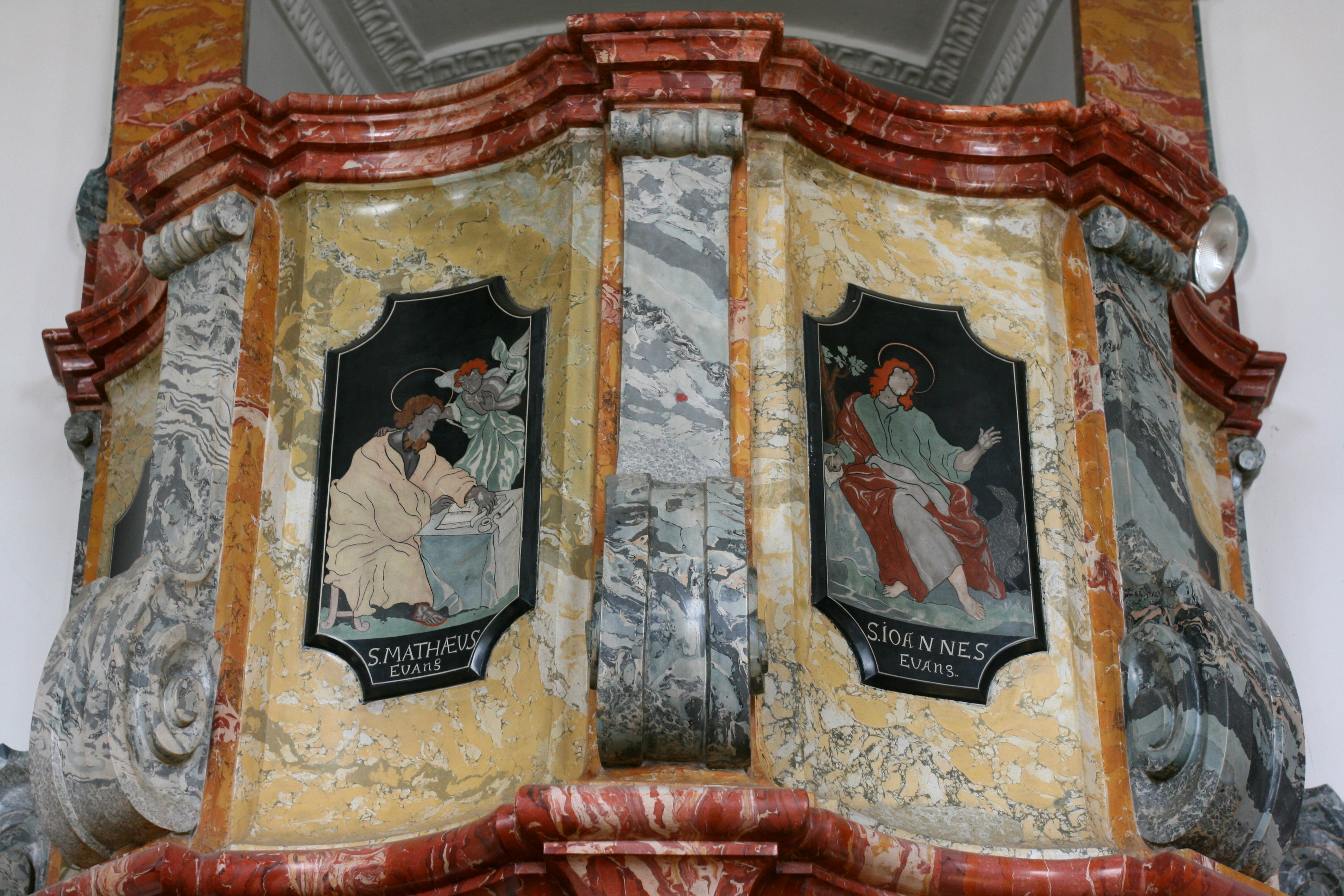
Скальола в церкві св. Мартіна в Маркдорфі

Вважається, що подібна технологія існувала ще за античності, проте перші достовірні приклади застосування скальоли з'явилися на межі XVI—XVII століть. Її винахідником вважається Гвідо Фассі (1584—1649) з міста Карпі в Емілія-Романья. Скальола поширилась для імітації мармуру на надгробках, карнизах і балюстрадах вівтарів. Вона швидко завоювала популярність в оздобленні антепендіїв, панелей, столів, візуально замінюючи не лише мармур, але й слонову кістку, порцеляну, метали й вишиті тканини. З Карпі технологія поширилася на Тоскану, Ломбардію, Кампанію та інші італійські регіони.
Розквіт мистецтва скальоли пов'язаний з епохою Бароко. У Флоренції XVIII століття мистецтво скальоли досягло висот, наблизившись у своєму розвитку до живопису та флорентійської мозаїки. Особлива роль в цьому належала монахам Ордена Валломброза, братам Енріко Хугфорду (1695—1771) і Ігнасіо Хугфорду (1703—1778), котрі вивели скальолу з рівня імітації до дійсного мистецтва. Брати Делла Велле прославились виготовленням меблів, на яких створювали зі скальоли вишукані орнаменти й картини, імітували незвичайні сорти мармуру. В той час твори італійських майстрів користувалися величезною популярністю по всій території Європи. Застосування технології скальоли поширилося на імітацію мармурових колон, скульптур і барельєфів. Її почали застосовувати для реставрації громадських і релігійних споруд. Під їх впливом в ряді європейських культурних центрів з'явилися свої майстри і школи. У Росії технологію скальоли впровадив архітектор Джакомо Кваренгі (1744—1817). Тут її стали називати оселковим мармуром, від слова «осёлок» — шліфувальний камінь, яким проводилося шліфування та полірування. Цей матеріал став популярним в оздобленні дворянських садиб, палаців і церков. З оселковим мармуром працювали російські зодчі й будівельники Петербурга: Василь Баженов, Чарльз Камерон, Бартоломео Растреллі, Василь Стасов, Огюст Монферран, Карл Россі.
Широке використання скальоли в Європі тривало до 1850-х років і далі пішло на спад. Мистецтво виготовлення такого штучного мармуру стало занепадати через високу собівартість, трудомісткість і тривалість технологічного процесу. Наприкінці XIX-го і початку XX-го століття штукатурка, подібна до скальоли, стала широко використовуватися в Сполучених Штатах Америки. Таку штукатурку називають «Американська скальола» або «Мареццо Скальола». Головна відмінність американської скальоли від традиційної пов'язана з заміною гіпсової основи на цементну.
Спроби відродження скальоли розпочалися у Флоренції в 1950-ті роки. Так, Мауро Біні, Ренато Біттоні та Б'янко Б'янчі експериментували з використанням сучасних в'яжучих матеріалів, наповнювачів і барвників. До скальоли вдавалися при оздобленні багатоквартирних «сталінок» і московського метро. Сучасна скальола, в основі якої лежать сучасні в'яжучі, може знаходити застосування не тільки в високохудожніх виробах інтер'єру, але і в екстер'єрі, облицювання стін, фасадів будинків, колон, сходів, в підлогових покриттях, а також для лиття складних скульптурних форм, у виробах сантехніки, втіленні багатьох інших художніх задумів.